# Stadtwerke Rodgau
Die Stadtwerke Rodgau sind das lokale Ver- und Entsorgungsunternehmen der hessischen Stadt Rodgau im Landkreis Offenbach. Zu den Aufgaben gehören auch die Friedhöfe, die Straßenbeleuchtung und der Stadtbusverkehr.

## Geschichte
Die Stadtwerke sind ein Eigenbetrieb der Stadt Rodgau. Sie wurden 1989 gegründet, zunächst mit den Geschäftsfeldern Wasser (für alle Stadtteile außer Nieder-Roden) und Busbetrieb. Seit 1997 wurden weitere Aufgaben von der Stadtverwaltung in den Eigenbetrieb ausgegliedert:
- Kanalisation und Kläranlage (1997)
- Wasser- und Abwassergebühren (1999)
- Bauhof (2004)
- Friedhöfe (2011)
- Abfallwirtschaft, Straßenbau, Straßenbeleuchtung, Abwicklung des S-Bahn-Baus (2012)

Seit 2014 sind die Stadtwerke auch als Energieversorger tätig.
Das Stammkapital beträgt 6,736 Millionen Euro (Stand: 2021). Davon entfallen 4,602 Mio. Euro auf die Stadtentwässerung, 1,534 Mio. Euro auf die Wasserversorgung und 600.000 Euro auf den Bauhof.

## Geschäftsfelder

### Wasserversorgung
Die Stadtwerke Rodgau versorgen Abnehmer in vier der fünf Stadtteile (Weiskirchen, Hainhausen, Jügesheim, Dudenhofen) mit Trinkwasser. Sie betreiben ein Rohrnetz von 119 Kilometer Länge, an das rund 7000 Wasserzähler angeschlossen sind. Das Trinkwasser beziehen die Stadtwerke vom Zweckverband Wasserversorgung Stadt und Kreis Offenbach (ZWO) mit Sitz in Rodgau.

### Abwasserbeseitigung
Die mechanisch-biologische Kläranlage in Weiskirchen reinigt das Abwasser aus dem ganzen Stadtgebiet. Die Anlage ist auf 85.000 Einwohnerwerte ausgelegt.
Das Kanalnetz in Rodgau ist 185 Kilometer lang. Mehr als die Hälfte davon liegt in den Wasserschutzzonen III, III A und III B. Etwa 10.000 Grundstücke sind an die Kanalisation angeschlossen. Zum Netz gehören auch 22 Pumpwerke und -stationen sowie 14 Regenrückhaltebecken.

### Öffentlicher Personennahverkehr
Die Stadtwerke Rodgau betreiben eine Stadtbuslinie und ein Anrufsammeltaxi mit zwei Linien im Gebiet des Rhein-Main-Verkehrsverbunds:
- Linie OF-40: Stadtbus – Rollwald – Nieder-Roden – Dudenhofen – Jügesheim – Hainhausen – Weiskirchen
- Linie AST OF-43: Rollwald – Nieder-Roden Gewerbegebiet – Puiseauxplatz (Anruf-Sammel-Taxi)
- Linie AST OF-44: Weiskirchen – Hainhausen – Jügesheim – Dudenhofen – Nieder-Roden – Rollwald (Anruf-Sammel-Taxi)

### Kommunale Dienste (Bauhof)
Der städtische Bauhof ist seit Anfang 2004 den Stadtwerken angegliedert. Zu seinen Aufgaben zählen Stadtbildpflege, Gebäudedienstleistungen, die Unterhaltung der Kinderspielplätze und der Winterdienst.

### Abfallwirtschaft
Die Abfallwirtschaft ist seit 2012 ein Geschäftszweig der Stadtwerke. Dazu zählen laut Eigenbetriebssatzung die Sammlung der Abfälle sowie deren Beseitigung und Verwertung. Dabei bedienen sich die Stadtwerke privatwirtschaftlicher Unternehmen. Die Abfuhr des Hausmülls erfolgt getrennt nach Bioabfällen und Restmüll. Altpapier wird in separaten Tonnen und als Bündelsammlung erfasst. Sperrmüll wird auf Antrag abgeholt.
Die Stadtwerke Rodgau betreiben einen Recyclinghof und die einzige Kompostierungsanlage für pflanzliche Abfälle im Landkreis Offenbach. Sowohl Frisch- als auch Fertigkompost tragen das Gütezeichen RAL-GZ 251 der Bundesgütegemeinschaft Kompost.

### Energieversorgung
Seit 2014 sind Stadtwerke als Energieversorger tätig. Zunächst übernahmen sie im Jahr 2014 die Energieeigenversorgung der städtischen Liegenschaften. Seit 2015 bieten sie über Tochtergesellschaften auch Strom für Haushalts- und Gewerbekunden, Photovoltaikanlagen und Wärme-Contracting an.
Die ersten Anfänge des Energiegeschäfts liegen länger zurück. Bereits 1999 gab es eine Rodgauer Einkaufsgemeinschaft Energie (REGE) unter dem organisatorischen Dach der Stadtwerke. Sie wollte die Chancen der Liberalisierung der Energieversorgung nutzen, um durch eine Bündelung des Energieeinkaufs günstigere Stromtarife für die Einwohner zu erzielen. Als es nicht gelang, die regionalen Stromversorger preislich zu unterbieten, fokussierte sich die Einkaufsgemeinschaft auf Ökostrom aus erneuerbaren Energiequellen. Dazu gründeten die Stadtwerke Rodgau eine Vertriebskooperation mit der unit energy Stromvertrieb GmbH aus Bad Homburg.

## Beteiligungen
Die Stadtwerke Rodgau Energie GmbH (SWR-E) wurde am 18. Februar 2015 gegründet. Sie ist eine 100-prozentige Tochter des Eigenbetriebs und ist unter HRB 48367 im Handelsregister des Amtsgerichts Offenbach am Main eingetragen. Ihr Stammkapital beträgt zwei Millionen Euro. Die SWR-E beliefert die Stadtwerke Rodgau und die Einrichtungen der Stadt Rodgau mit Strom. Außerdem ist sie für die Instandhaltung der Straßenbeleuchtung zuständig (in allen Stadtteilen außer Nieder-Roden) und errichtet Photovoltaikanlagen sowie Ladestationen für Elektrofahrzeuge. Im Jahr 2021 erwirtschaftete die SWR-E ein Jahresergebnis von −224.000 Euro.
Eine Tochtergesellschaft der SWR-E ist die Energieversorgung Rodau GmbH (EVR), die zum 1. Januar 2016 gegründet wurde. Sie ist unter HRB 48744 im Handelsregister des Amtsgerichts Offenbach am Main eingetragen. Gesellschafter sind die SWR-E mit 51 % und die Maingau Energie GmbH, Obertshausen, mit 49 %. Das Stammkapital beträgt vier Millionen Euro. Die Gesellschaft verfügt über kein eigenes Personal. Ende 2021 hatte sie rund 4.480 Kunden. Zu den Geschäftszweigen der EVR zählt auch die Elektromobilität: Das Unternehmen betreibt Ladestationen und vermietet Elektrofahrzeuge im Carsharing-System. Im Jahr 2021 bilanzierte sie ein Jahresergebnis von −528.000 Euro. Als Reaktion auf stark gestiegene Einkaufspreise kündigte die EVR im Herbst 2022 die Stromversorgungsverträge von rund 3.000 Kunden.
Weitere Beteiligungen:
- Entega AG: 53.010 Stückaktien
- Maingau Energie GmbH: 8,28 % seit 1. Januar 2014[15]